# Edward Ferry
Edward Ferry   (Seattle, 18 de juny de 1941 - Mill Valley, 18 de setembre de 2023) és un remer estatunidenc, que va competir durant la dècada de 1960.
El 1964 va prendre part en els Jocs Olímpics d'Estiu de Tòquio, on guanyà la medalla d'or en la prova del dos amb timoner del programa de rem. Formà equip amb Kent Mitchell i Conn Findlay. En el seu palmarès també destaca una medalla d'or als Jocs Panamericans de 1963 i els campionats nacionals de 1961, 1962 i 1964.